# Campeonato Regional Centro
A Campeonato Regional Centro, más néven Campeonato Centro vagy Trofeos Mancomunados egy madridi labdarúgó-bajnokság volt, melyet a Madridi Labdarúgó-szövetség alapított 1903-ban. A sorozat 1940-ben szűnt meg.
A győztes képviselte Madridot a Copa del Rey-ben.

## Győztesek
| - 1902-03 Moderno FC - 1903-04 Español de Madrid - 1904-05 Madrid FC - 1905-06 Madrid FC - 1906-07 Madrid FC - 1907-08 Madrid FC - 1908-09 Español de Madrid - 1909-10 Madrid FC - 1910-11 Gimnástica de Madrid - 1911-12 Gimnástica de Madrid - 1912-13 Madrid FC - 1913-14 Gimnástica de Madrid | - 1914-15 Racing de Madrid - 1915-16 Madrid FC - 1916-17 Madrid FC - 1917-18 Madrid FC - 1918-19 Racing de Madrid - 1919-20 Madrid FC - 1920-21 Athletic Club de Madrid - 1921-22 Real Madrid FC - 1922-23 Real Madrid FC - 1923-24 Real Madrid FC - 1924-25 Athletic Club de Madrid - 1925-26 Real Madrid FC | - 1926-27 Real Madrid FC - 1927-28 Athletic Club de Madrid - 1928-29 Real Madrid FC - 1929-30 Real Madrid FC - 1930-31 Real Madrid FC - 1931-32 Madrid FC - 1932-33 Madrid FC - 1933-34 Madrid FC - 1934-35 Madrid FC |

### 1935–1936
| Poz. | Csapat              | M  | P  | Gy | D | V | RG | KG |
| ---- | ------------------- | -- | -- | -- | - | - | -- | -- |
| 1.   | Madrid FC           | 15 | 10 | 6  | 3 | 1 | 23 | 8  |
| 2    | Zaragoza CF         | 14 | 10 | 7  | 0 | 3 | 21 | 8  |
| 3    | Athletic de Madrid  | 10 | 10 | 5  | 0 | 5 | 22 | 21 |
| 4    | Racing de Santander | 9  | 10 | 4  | 1 | 5 | 19 | 26 |
| 5    | CD Nacional         | 7  | 10 | 3  | 1 | 6 | 17 | 27 |
| 6    | Valladolid CD       | 5  | 10 | 2  | 1 | 7 | 17 | 29 |

### 1936–1939
A spanyol polgárháború miatt nem rendezték meg.

### 1939–1940
| Poz. | Csapat            | M  | P  | Gy | D | V | RG | KG |
| ---- | ----------------- | -- | -- | -- | - | - | -- | -- |
| 1.   | Athletic Aviación | 15 | 10 | 7  | 1 | 2 | 30 | 8  |
| 2    | Real Madrid CF    | 15 | 10 | 7  | 1 | 2 | 21 | 12 |
| 3    | AD Ferroviaria    | 13 | 10 | 5  | 3 | 2 | 19 | 15 |
| 4    | UD Salamanca      | 8  | 10 | 3  | 2 | 5 | 13 | 20 |
| 5    | Imperio FC        | 5  | 10 | 1  | 3 | 6 | 9  | 19 |
| 6    | Valladolid CD     | 4  | 10 | 1  | 2 | 7 | 6  | 24 |

## A legsikeresebb csapatok
- Madrid FC / Real Madrid C.F.: 23
  - 1904-05, 1905-06, 1906-07, 1907-08, 1909-10, 1912-13, 1915-16, 1916-17, 1917-18, 1919-20, 1921-22, 1922-23, 1923-24, 1925-26, 1926-27, 1928-29, 1929-30, 1930-31, 1931-32, 1932-33, 1933-34, 1934-35, 1935-36.
- Atlético de Madrid / Athletic Aviación : 4
  - 1920-21, 1924-25, 1927-28, 1939-40.
- Real Sociedad Gimnástica Española :  3
  - 1910-11, 1911-12, 1913-14.
- Club Español de Madrid :  2
  - 1903-04, 1908-09.
- Racing Club de Madrid :  2
  - 1914-15, 1918-19.
- Moderno FC : 1
  - 1902-03.

## Külső hivatkozások
- Az RSSSF honlapján